# Alba August
Alba Adèle August (Copenhague, 6 de junho de 1993) é uma atriz sueco-dinamarquesa.

## Vida pessoal
Ela é filha do realizador dinamarquês Bille August e da atriz e diretora Pernilla August.

## Carreira
Alba August começou como uma atriz infantil, e estreou em um papel menor no filme de seu pai A Song for Martin, de 2001. Em 2017, August foi escalada para integrar o elenco da série dinamarquesa, da Netflix chamada The Rain.

## Filmografia

### Cinema
| Ano  | Título                   | Função   | Notas          |
| ---- | ------------------------ | -------- | -------------- |
| 2001 | A Song for Martin        |          |                |
| 2013 | Förtroligheten           | Selinda  |                |
| 2013 | Irl                      | Agnes    |                |
| 2014 | Vi måste prata           | Waitress | Curta-metragem |
| 2014 | Sometimes I Wish         | Garota   | Video curta    |
| 2015 | Dryads - Girls Don't Cry | Kjersti  |                |
| 2016 | The Nation               | Jonna    | Curta-metragem |
| 2016 | Serious Game             | Alma     |                |
| 2016 | Fanny                    | Fanny    | Curta-metragem |
| 2018 | Scener ur natten         |          | Curta-metragem |
| 2018 | Becoming Astrid          | Astrid   |                |

### Televisão
| Ano  | Título                    | Função       | Notas                          |
| ---- | ------------------------- | ------------ | ------------------------------ |
| 2014 | The Legacy                | Lena         | "1.2"                          |
| 2015 | Jordskott                 | Lina         | "Del", "Del II", "Del VII"     |
| 2015 | Mens vi calcador citronen | Lisalotta    | "Setembro: Vi rummer hinanden" |
| 2017 | Abaixo da Superfície      | Marie Bendix | Papel principal                |
| 2018 | The Rain                  | Simone       | Papel principal                |